# Jezero
Jezero (in serbo Језеро) è un comune della Repubblica Serba di Bosnia ed Erzegovina con 1.341 abitanti al censimento 2013.
È costituito da parte del territorio del comune di Jajce rimasto sotto il controllo della Federazione di Bosnia ed Erzegovina.
Confina con il comune di Mrkonjić Grad a nord-ovest, con Jajce ad est e con Šipovo a sud.
Ha dato il nome al cratere Jezero su Marte, per somiglianze morfologiche.